# Tuyuhun
De Tuyuhun (Chinees: 吐谷渾, Tibetaans, ook: A-zha, Henanguo: 河南國) was een Turkstalig nomadenvolk, dat zich in de derde eeuw in het gebied van Kokonor vestigde. Dit volk wordt in de Tibetaanse literatuur, zoals de Oude Tibetaanse annalen, de Azha genoemd.
In het jaar 634 zond  de Chinese Tang-dynastie een invasie-leger naar de regio Kokonor. Deze succesvolle invasie  bracht de Tang in conflict met het Tibetaanse rijk, dat de Tuyuhun  (Azha) als vazallen beschouwden. Het bezit van het gebied werd een langdurig twistpunt tussen Tibetanen en de Tang-dynastie. 
In 663 werd het in de periode van de Tibetaanse koning Mansong Mangtsen definitief onderdeel gemaakt van het Tibetaans rijk. Een klein deel van de Tuhuyun migreert in oostelijke richting naar Centraal China.  
Ongeveer de helft van de Tuhuyun vlucht naar de omgeving van het huidige  Lanzhou in de huidige provincie Qinghai, waar de  Chinezen een nieuwe provincie Anlezhou  (gepacificeerd gebied) voor hen creëerden. Dat gebied werd omstreeks 758 eveneens door het Tibetaanse rijk veroverd. 
Het grootste deel van de Tuhuyun was na het midden van de negende eeuw  getibetaniseerd.

## Heersers
| Koninklijke naam                                                                          | achternaam en naam             | Regeringsduur |
| ----------------------------------------------------------------------------------------- | ------------------------------ | ------------- |
| Henan Wang (河南王)                                                                       | Mùróng Tǔyùhún (慕容吐谷渾)    | 284-317       |
| Henan Wang (河南王)                                                                       | Mùróng Tǔyán (慕容吐延)        | 317-329       |
| Tuyuhun Wang (吐谷渾王)                                                                   | Mùróng Yèyán (慕容葉延)        | 329-351       |
| Tuyuhun Wang (吐谷渾王)                                                                   | Mùróng Suìxī (慕容碎奚)        | 351-371       |
| Bailan Wang (白蘭王)                                                                      | Mùróng Shìlián (慕容視連)      | 371-390       |
| Tuyuhun Wang (吐谷渾王)                                                                   | Mùróng Shìpí (慕容視羆)        | 390-400       |
| Da Chanyu (大單于)                                                                        | Mùróng Wūgētí (慕容烏紇褆)     | 400-405       |
| Wuyin Khan (戊寅可汗)/ Da Chanyu (大單于)/ Wu Wang (武王)                                 | Mùróng Shùluògān (慕容樹洛干)  | 405-417       |
| Bailan Wang (白蘭王)                                                                      | Mùróng Āchái (慕容阿柴)        | 417-424       |
| Hui Wang (惠王)/ Longxi Wang (隴西王)                                                     | Mùróng Mùguī (慕容慕璝)        | 424-436       |
| Henan Wang (河南王)                                                                       | Mùróng Mùlìyán (慕容慕利延)    | 436-452       |
| Henan Wang (河南王)/ Xiping Wang (西平王)                                                 | Mùróng Shíyín (慕容拾寅)       | 452-481       |
| Henan Wang (河南王)                                                                       | Mùróng Dùyìhóu (慕容度易侯)    | 481-490       |
| Bestond niet                                                                              | Mùróng Fúliánchóu (慕容伏連籌) | 490-540       |
| Khan                                                                                      | Mùróng Kuālǔ (慕容夸呂)        | 540-591       |
| Khan                                                                                      | Mùróng Shìfú (慕容世伏)        | 591-597       |
| Busabo Khan (步薩鉢可汗)                                                                  | Mùróng Fúyǔn (慕容伏允)        | 597-635       |
| Zhugulüwugandou Khan (趉故呂烏甘豆可汗)/ Daning Wang (大寧王)/ Xiping Jun Wang (西平郡王) | Mùróng Shùn (慕容順)           | 635           |
| Wudiyebaledou Khan (烏地也拔勒豆可汗)/ Heyuan Jun Wang (河源郡王)                         | Mùróng Nuòhébō (慕容諾曷鉢)    | 635-672       |